# Wilhelm Vysloužil
Wilhelm Vysloužil (* 30. Januar 1832 in Olmütz; † nach 1908) war ein österreichischer Gymnasiallehrer.

## Leben
Nachdem er in Prag Probelehrer am Altstädtischen Gymnasium im Palais Goltz-Kinsky gewesen war, kam er als Supplent an die Gymnasien in Olmütz (1855) und Brünn (1856). Am 1. September 1858 wurde er als Lehrer an das Gymnasium in Tarnów versetzt. Vom September 1859 bis 1871 war er Direktor in Nikolsburg. Von 1877 bis 1894 war er Landesschulinspektor in der Bukowina. Am k.k. I. Staatsgymnasium Czernowitz war er Lehrer für Mathematik, Physik und philosophische Propädeutik.

## Veröffentlichungen
- mit Franz Cafourek: Beitrag zur Geschichte des Nikolsburger Gymnasiums im 17. Jahrhundert. Nikolsburg 1877.